# Václav Adam
Plukovník Václav Adam (26. září 1905 Košíře – 1. června 1943 Věznice Plötzensee) byl československý důstojník a odbojář z období druhé světové války popravený nacisty.

## Život

### Studia a působení v armádě do roku 1939
Václav Adam se narodil 26. září 1905 v Košířích (od roku 1922 pražské čtvrti) do dělnické rodiny. Mezi lety 1916 a 1924 studoval na českém státním reálném gymnáziu na Smíchově, kde také maturoval. Poté pokračoval ve studiu na Vojenské akademii v Hranicích a následně v Litoměřicích. Po skončení studia sloužil mezi lety 1926 a 1933 u strojního praporu ženijního vojska v Praze a poté do dubna 1934 u ženijního pluku v Bratislavě. Mezi lety 1933 a 1936 vystudoval Vysokou školu válečnou v Praze. Od září 1937 do června 1939 byl přidělen k Ředitelství opevňovacích prací v Praze a poté ke Státnímu výzkumnému a zkušebnímu ústavu tamtéž. Od srpna 1939 (v hodnosti kapitána) působil na ministerstvu veřejných prací, kde měl na starosti infrastrukturu.

### Za protektorátu
Po německé okupaci Čech, Moravy a Slezska a vzniku Protektorátu Čechy a Morava (po 15. březnu 1939) jej jeho bývalý vojenský nadřízený plukovník ve výslužbě Josef Srstka – člen ilegální vojenské odbojové organizace Obrana národa – získal ke spolupráci v protinacistické rezistenci. Od té doby (až do závěru roku 1941, kdy byl zatčen gestapem) se Václav Adam podílel na nelegální distribuci peněz a potravinových lístků potřebným příbuzným uvězněných důstojníků. Po zatčení byl nejprve vězněn na Pankráci, poté vystřídal několik věznic v Německu z nichž poslední byla berlínská Alt Moabit, kam byl deportován v roce 1943. Po dlouhém předběžném vyšetřování odsoudil „lidový soud“ Václava Adama dne 10. března 1943 k trestu smrti za „přípravu velezrady a zvýhodňování nepřítele“. Rozsudek byl vykonán stětím gilotinou dne 1. června 1943 ve věznici Plötzensee. Společně s Václavem Adamem byli ve stejný den a na stejném místě popraveni: Josef Srstka, Alois Machačík a Gustav Svoboda.

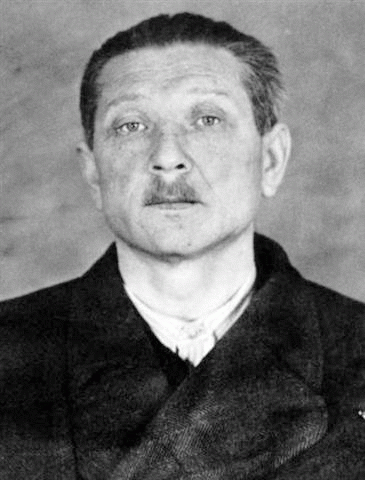
Josef Srstka
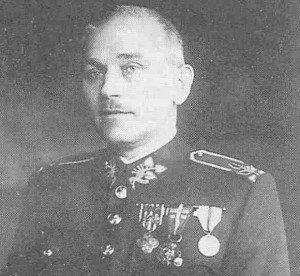
Alois Machačík
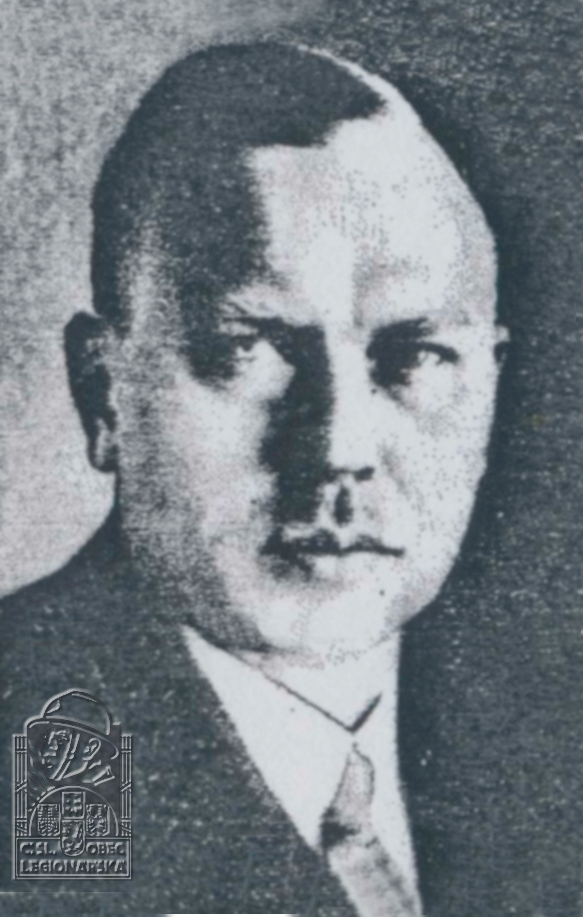
Gustav Svoboda

## Posmrtná ocenění
- V roce 1946 byl Václavu Adamovi in memoriam udělen Československý válečný kříž 1939
- V roce 1947 byl Václav Adam in memoriam povýšen do hodnosti plukovníka generálního štábu.